# Катя Станева
Катя Станева е българска литературна историчка. Научните интереси и публикациите ѝ са в областта на литературата и културата на Българското възраждане, рецептивистиката, колективните идентичности.

## Биография
Родена е през 1952 г. в град Видин. Завършва I гимназия „Христо Ботев“ в Русе (1970), а след това и Българска филология в Софийския университет (1974).
След редовна докторантура по възрожденска литература в Институт за литература на БАН (1979-1982) става доктор по литературознание с дисертация на тема „Поезия и читателска публика през 60-те и 70-те години на XIX век“ (1985).
Асистент (1984), старши асистент, главен асистент и доцент (от 1996) по възрожденска литература в Катедрата по българска литература към Факултета по славянски филологии на Софийския университет „Св. Климент Охридски“.
Гост-преподавател по българска литература в Загребския университет, Хърватия (2007- 2011 г.).
Ръководител на Катедрата по българска литература“ към Факултета по славянски филологии на СУ (от 2011 г. до 2015 г.)

### Монографии
- 1993 – Атанас Трифонов Илиев. София: Просвета, 1993.
- 1996 – Апология на българското. Творчеството на Георги Раковски. София: УИ Св. Климент Охридски, 1996, 194 с.
- 2001 – Гласове на Възраждането. София: Полис, 2001, 262 с.[2], [3], [4]

### По-важни студии и статии
- Жените писателки през Възраждането. – В: Неслученият канон. Български писателки от възраждането до Втората световна война. С., Алтера, 2009.
- Подражанието като практика на себе си: пишещата жена през Възраждането. – Eslavistica Complutense. Publicaciones Universidad complutense de Madrid, Vol.9, 2009.
- Фрагменти от смеховата култура на Българското възраждане. Петко Славейков. – В: Български език и литература, 2008, 3.
- Места, гледища, прозрения (Възрожденски и днешни реторики) – В: Език и литература, 2008, 1-2.
- Акустиките на гласа, който „гърми и тътне“: великите вини на великите сили. – В: Език и литература, 2007,1-2.
- Солидните инвестиции на класиката. – В: Боян Пенев. Начало на Българското възраждане. Кама, С., 2005.
- Фрагменти от любовния дискурс на Българското възраждане. Христо Ботев и Константин Миладинов. – В: Художникът и неговият образ. Юбилеен сборник в чест на проф. дфн Здравко Чолаков. УИ, С., 2004.
- Възрожденски себеизричания. – В: Идентичности. Отражения. Игри. Юбилеен сборник в чест на проф. дфн Симеон Хаджикосев. УИ, С., 2004.
- Фрагменти от любовния дискурс на Българското възраждане. – В: Eslavistica Complutense. Publicaciones Universidad complutense de Madrid. T.IV, 2004.
- Употреби на смеха в творчеството на Петко Славейков. – В: Разночетения на текста. Юбилеен сборник в чест на 60-годишнината на проф. д-р Кирил Топалов. УИ, С., 2003.
- Колажът като интерпретация: женски идентификации през Българското възраждане. – В: Теория през границите. Въведение в изследванията на рода. Полис, С., 2001.
- Факти, фактори, фикции за Българското възраждане. – В: Страница, Пловдив, 2001, 1.
- Женски идентификации през Българското възраждане: реторики на национализма и на цивилизоването. – В: Конструиране на традицията. Юбилеен сборник в чест на проф. Милена Цанева. УИ, С., 2000.
- Фрагменти от любовния дискурс на Българското възраждане. Петко Славейков. – В: Език, Литература, Идентичност. УИ, С., 1999.
- Разговорът между майка и син в поезията на Христо Ботев. – Възрожденският текст. Сборник в чест на 70-годишнината на проф. Дочо Леков. С., 1998.
- Образи на родното в творчеството на Христо Ботев. – В: Творби и прочити. Тилия, 1996.
- Списание „Памятник“ – В: Периодика и литература, Т.2, БАН, 1993.
- Българите и световното изложение през погледа на Ботев (Фейлетонът „Хайде на изложбата!”). – В: Текст и смисъл. УИ, С., 1992.
- Поетическият свят на Райко Жинзифов. – В: Език и литература, 1992, 2.
- Хуманизъм и национална идеология в поезията на Георги Раковски. – В: Български език и литература, С., 1992, 1.
- Паисий Хилендарски. Добри Чинтулов. – В: Леков, Д., К.Топалов, К.Станева, Н.Чернокожев. Българска възрожденска литература. УИ, С., 1991, Второ изд. 2001